# Weiber (Tschechow)

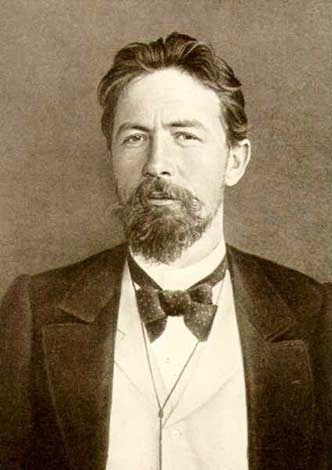
Anton Tschechow

Weiber, auch Ja, die Frauenzimmer! (russisch Бабы, Baby), ist eine Erzählung des russischen Schriftstellers Anton Tschechow, die am 25. Juni 1891 in der Sankt Petersburger Zeitung Nowoje wremja erschien. Der Autor hatte den Text am 15. Juni 1891 fertiggestellt und tags darauf an die genannte Zeitung geschickt.
Tolstoi hat den Text zu den besten Tschechows gezählt.
Korfiz Holms Übertragung Ja, die Frauenzimmer! brachte Albert Langen 1901 in München heraus. Andere Übersetzungen: 1898 ins Ungarische (Falusi asszonyok) und 1901 ins Serbokroatische (Baby).

## Überblick
Zeitlich gesehen zerfällt der Text in die beiden Ebenen Vergangenheit und Gegenwart.
Gegenwart: Ein Städter, der durchreisende Hausbesitzer und Kaufmann Matwej Sawwitsch, übernachtet mit seinem etwa siebenjährigen Pflegesohn Kusjka auf dem Lande in der bescheidenen Herberge des sehr geschäftstüchtigen Filip Iwanow Kaschin, genannt Djudja. Die Dorfbewohner hören von denen aus der Stadt gern Geschichten. Sawwitsch kommt dem Wunsche nach und erzählt vor dem Schlafengehen, wie er zu dem Pflegekind kam. Djudja, dessen Frau Afanasjewna sowie deren Schwiegertöchter Sofja und Warwara lauschen. Sofja hat vor der Ehe in einer Fabrik gearbeitet.
Der Text ist außerdem personenbezogen strukturiert; besteht in der Hinsicht ebenfalls aus zwei Ebenen: Die Ebene der Weiber – repräsentiert durch Afanasjewna, Sofja, Warwara und Sawwitschs Geliebte Marja Semjonowna, genannt Maschenka und die Ebene der Männer. Zur Männerebene gehören Sawwitsch, Kusjka, Kusjkas Vater Wasja, Djudja, dessen Söhne Fjodor (Sofjas Mann) und der bucklige Alexej, genannt Aljoschka (Warwaras Mann) sowie Sofjas Sohn Grischutka.

## Inhalt
Sawwitsch erzählt: Der Nachbar Wasja lebt mit seiner Ehefrau Maschenka ein halbes Jahr einträchtig zusammen, bis der werdende Vater zum Militärdienst einberufen wird. Sawwitsch verliebt sich in Maschenka. Die beiden leben zusammen wie Mann und Frau. Als der Soldat heimkehrt, beichtet ihm Sawwitsch die Sünde. Aber Maschenka will von Sawwitsch nicht lassen. Dieser redet vergeblich auf Maschenka dagegen ein. Zwar verzeiht Wasja seinem Nebenbuhler, zwar möchte er auch Maschenka verzeihen, aber als diese sich gar zu offensichtlich zu Sawwitsch hingezogen fühlt, prügelt er sie grün und blau. Dafür vergiftet Maschenka ihren Ehemann mit Arsenik. Die Giftmischerin wird für dreizehn Jahre zur Zwangsarbeit nach Sibirien verbannt. Die während der Haft erkrankte Maschenka stirbt aber zuvor – noch in der russischen Heimat – im Gefängnis. Der barmherzige Sawwitsch will etwas für sein Seelenheil tun und nimmt die kleine Waise Kusjka unter seine Fittiche.
In Sawwitschs Erzählung gibt Anton Tschechow spärliche, doch bedeutsame Hinweise auf den weiteren Verlauf: Warwaras Mann, der bucklige Aljoschka, ist ein Taugenichts, Herumtreiber und Trunkenbold. Warwara lauscht hingerissen dem abendlichen Gesang der Popensöhne und die Zuhörer kommentieren Sawwitschs Rede. Djudja meint: „Das Weib sei untertan dem Manne, dem sie angetraut ist.“ Und Warwaras Kritik der oben genannten Prügelszene: „So gehen sie mit unsereinem um, die Verfluchten.“ Warwara verlässt die Runde und verschwindet in der Finsternis. Die Reisenden begeben sich zur Nachtruhe.
Afanasjewna und Sofja betrachten den schlafenden Kusjka. Sofja, die an ihren Sohn denken muss, weint. Djudja und Fjodor haben ihr Grischutka entrissen und zu einem der prügelnden Meister in die Fabrik gesteckt.
Warwara kommt wieder und gesteht Sofja, sie sei rasch einmal mit dem Popensohn fremdgegangen. Sofja, die – für Djudja wie ein Pferd arbeitend – gealtert ist, beneidet die Schwägerin, weil sie selbst solche Techtelmechtel in jüngeren Jahren verpasst hat. Warwara möchte ihren Aljoschka auch vergiften. Sofja reagiert entsetzt. Warwara bleibt dabei. Djudja will sie gleich mit umbringen.
Als der Morgen graut, treibt Sawwitsch Kusjka beim Anspannen an. Eine Diskrepanz zwischen Sawwitschs Erzählen und der Wirklichkeit wird offenbar. Der Pflegevater ist gar nicht so barmherzig, wie am Vorabend beteuert. Anton Tschechow schließt seinen Text mit: „Kusjka … kletterte schüchtern … mit dem Ausdruck des Entsetzens im Gesicht, auf den Wagen, als fürchtete er, von hinten geschlagen zu werden.“ 

## Verfilmung
- 1969, Sowjetunion, Mosfilm: Der Kronzeuge.[5] 70 min-Spielfilm von Aida Manassarowa[6]

## Rezeption
Jewgeni Ljazki hat den Text in den höchsten Tönen gelobt: Trotz „einfarbiger Beleuchtung“, mit der Tschechow die Szenerie belichte, sei ein wahres Kunstwerk zu bewundern. Lebendige, natürliche Bilder fänden leichten Zugang ins Leserhirn.

## Deutschsprachige Ausgaben

### Erstausgabe
- Anton P. Čechov: Ja, die Frauenzimmer! und andere Novellen. Albert Langen, München 1901

### Verwendete Ausgabe
- Weiber, S. 27–44 in Anton Tschechow: Meistererzählungen. Aus dem Russischen übersetzt von Hertha von Schulz. Nachwort: Gudrun Düwel. 431 Seiten. Aufbau-Verlag Berlin 1962 (enthält: Pferdediebe. Weiber. Der Anfall. Krankenstation Nr. 6. Springinsfeld. Der schwarze Mönch. Das Haus mit dem Zwischenstock. Bauern. Der Mensch im Futteral. In der Schlucht. Die Braut).

## Anmerkung
1. ↑  Gemeint ist der europäische Teil des Russischen Reiches.